# Kroksjön (Krogsereds socken, Halland, 632913-132904)
Kroksjön är en sjö i Falkenbergs kommun i Halland och ingår i Ätrans huvudavrinningsområde.